# Gmina Serock
Die Gmina Serock ist eine Stadt-und-Land-Gemeinde im Powiat Legionowski der Woiwodschaft Masowien in Polen. Ihr Sitz ist die gleichnamige Stadt mit etwa 4500 Einwohnern.

## Gliederung
Zur Stadt-und-Land-Gemeinde (gmina miejsko-wiejska) gehören neben der Stadt Serock folgende 28 Dörfer mit einem Schulzenamt (sołectwo):
Bolesławowo
Borowa Góra
Cupel
Dębe
Dębinki
Dosin
Gąsiorowo
Guty
Izbica
Jachranka
Jadwisin
Kania Nowa
Kania Polska
Karolino
Ludwinowo Dębskie
Ludwinowo Zegrzyńskie
Łacha
Marynino
Nowa Wieś
Skubianka
Stanisławowo
Stasi Las
Szadki
Święcienica
Wola Kiełpińska
Wierzbica
Wola Smolana
Zabłocie
Zalesie Borowe
Weitere Ortschaften der Gemeinde sind Zegrze und Zegrzynek.

## Gemeindepartnerschaft
- Celleno, Provinz Viterbo in Italien

## Persönlichkeiten
- Friedhilde Krause (1928–2014), Slawistin, Bibliothekarin und Generaldirektorin der Deutschen Staatsbibliothek in Ostberlin; geboren in Serock.